# Тьєллс (Нью-Йорк)
Тьєллс (англ. Thiells) — переписна місцевість (CDP) в США, в окрузі Рокленд штату Нью-Йорк. Населення — 5240 осіб (2020).

## Географія
Тьєллс розташований за координатами 41°12′16″ пн. ш. 74°0′45″ зх. д. / 41.20444° пн. ш. 74.01250° зх. д. (41.204501, -74.012618).  За даними Бюро перепису населення США в 2010 році переписна місцевість мала площу 4,81 км², з яких 4,73 км² — суходіл та 0,08 км² — водойми.

## Демографія
Згідно з переписом 2010 року, у переписній місцевості мешкали 5032 особи в 1619 домогосподарствах у складі 1376 родин. Густота населення становила 1046 осіб/км².  Було 1656 помешкань (344/км²).
Расовий склад населення:
| - 79,6 % — білих - 8,6 % — чорних або афроамериканців - 4,1 % — азіатів - 0,2 % — корінних американців - 5,2 % — осіб інших рас |

До двох чи більше рас належало 2,3 %. Частка іспаномовних становила 18,7 % від усіх жителів.
За віковим діапазоном населення розподілялося таким чином: 23,7 % — особи молодші 18 років, 61,7 % — особи у віці 18—64 років, 14,6 % — особи у віці 65 років та старші. Медіана віку мешканця становила 42,1 року. На 100 осіб жіночої статі у переписній місцевості припадало 94,9 чоловіків;  на 100 жінок у віці від 18 років та старших — 91,7 чоловіків також старших 18 років.
Середній дохід на одне домашнє господарство  становив 116 612 долари США (медіана — 110 435), а середній дохід на одну сім'ю — 118 337 доларів (медіана — 110 978). Медіана доходів становила 77 799 доларів для чоловіків та 47 500 доларів для жінок. За межею бідності перебувало 5,5 % осіб, у тому числі 4,0 % дітей у віці до 18 років та 4,2 % осіб у віці 65 років та старших.
Цивільне працевлаштоване населення становило 2727 осіб. Основні галузі зайнятості: освіта, охорона здоров'я та соціальна допомога — 34,2 %, роздрібна торгівля — 12,7 %, мистецтво, розваги та відпочинок — 9,8 %, науковці, спеціалісти, менеджери — 9,7 %.